# Aspire (chaîne de télévision)
Pour les articles homonymes, voir Aspire.
Aspire est une chaîne de télévision payante diffusant actuellement en amérique et ciblant les Afro-Américains. La chaîne de télévision a été lancée par Magic Johnson le 27 juin 2012.

## Historique
Dans le cadre de son arrangement pour acquérir une part minoritaire dans NBCUniversal, Comcast Corporation s'est engagée à diffuser à grande échelle plusieurs chaînes de télévision appartenant à des minorités L'arrangement est à l'origine d'une pression portée par Maxine Waters lors de différentes audiences. En avril 2011, Comcast a sollicité des propositions pour des chaînes de télévision appartenant à des minorités. En février 2012, Comcast a annoncé que des accords de distribution ont été trouvés pour quatre chaînes de télévision, dont Aspire. Les quatre chaînes annoncés et les six stations à venir sont choisies parmi plus de 100 propositions pour commencer à être diffusés à partir de l'année 2020.

## Programmation

### Actuellement
- Unboxed with Nikki Chu
- Butter+Brown
- Le Bernie Mac Show
- The Graduates ATL
- Julia (série télévisée) (en)
- In Living Color (en)
- In the House (série télévisée) (en)
- La nouvelle Équipe
- Ma famille d'abord
- Room 222
- Whose Line Is It Anyway ? (en)

### Anciennement
- The Bill Cosby Show (en)
- The Flip Wilson Show (en)
- The Hugleys (en)
- Les Espions
- Retour à Lincoln Heights
- Soul Food : Les Liens du sang
- Soul Train

### A venir
Aspire possède également les droits de diffusion de certains matchs de football collégial de la CIAA impliquant des collèges et universités historiquement noirs.

## Voir également
- Black Entertainment Television - La chaîne américaine de base par câble et satellite phare de BET Networks, actuellement détenue par Viacom, qui a été lancée en 1980 en tant que premier réseau de télévision consacré à la programmation ciblant les Afro-Américains.
  - BET Her - Une chaîne numérique par câble et satellite dérivée ciblant les femmes afro-américaines.
- Bounce TV - un réseau de multidiffusion numérique américain appartenant à EW Scripps Company.
- TV One - un réseau câblé et satellite ciblant les Afro-Américains, appartenant à Urban One, Inc.
- Cleo TV - un réseau sœur de TV One ciblant les femmes afro-américaines.

## Remarques
1. ↑  Stelter, Brian, « Hip Hop Mogul to Unveil Plan for Music Cable Channel », The New York Times, 20 février 2012 (consulté le 24 février 2012)
2. ↑  Braxton, Greg and Meg James, « Laker legend to launch a TV network:Magic Johnson's channel, Aspire, will be carried by Comcast and focus on blacks », Los Angeles Times, 21 février 2012 (consulté le 24 février 2012)
3. ↑  Jensen, David, « Comcast Begins Effort to Launch 10 Independent Networks », Comcast, 4 avril 2011 (consulté le 24 février 2012)
4. ↑  Guthrie, Marisa, « Comcast to Launch Networks Backed by Sean Combs, Magic Johnson and Robert Rodriguez », The Hollywood Reporter, 21 février 2012 (consulté le 24 février 2012)